# LOVE (菅田将暉のアルバム)
『LOVE』（ラブ）は、日本の歌手・菅田将暉の2枚目のスタジオ・アルバム。2019年7月10日にエピックレコードジャパンから発売された。

## リリース
完全生産限定盤（大判フォトブック付き）、初回生産限定盤（DVD付き）、通常盤（CDのみ）の3形態でのリリース。完全生産限定盤の大判フォトブックはアルバムに参加したミュージシャンとの制作風景やバンドメンバーとの北海道でのレコーディング合宿の模様を収めてある。初回生産限定盤のDVDは菅田自身が監督したアルバム収録曲のクローバーをイメージしたショートムービー入り。
完全限定生産版のジャケットとフォトブックは上飯坂一が手がけ、通常版と初回生産限定盤のジャケットは俳優・仲野太賀が撮影している。

## 背景
タイトル「LOVE」は様々な人との出会いとその人たちと過ごしてきた時間への愛情という意味でつけられた。楽曲提供はプライベートで親交のアーティスト達であり、アルバムジャケットや特典映像も含めて友人たちとの交流を楽しみながらつくることがテーマとなっている。

## 収録曲
1. まちがいさがし
作詞・作曲：プロデュース：米津玄師 / 編曲：米津玄師、トオミヨウ
配信シングル
関西テレビ制作・フジテレビ系火曜21時ドラマ『パーフェクトワールド』主題歌
2. クローバー
作詞・作曲：石崎ひゅーい　/　編曲：トオミヨウ
菅田と石崎の交流がはじまった当初からあった曲で石崎が菅田をイメージしてつくっている。初回限定生産版特典のDVDにこの曲をテーマにしたショートムービーが収録されている。
3. ロングホープ・フィリア
作詞・作曲：秋田ひろむ（amazarashi）　/　編曲：出羽良彰
4th Single
劇場アニメ『僕のヒーローアカデミア THE MOVIE 〜2人の英雄〜』主題歌
4. 7.1oz
作詞：菅田将暉・柴田隆浩 / 作曲・編曲：柴田隆浩（忘れらんねえよ）
前作「PLAY」に収録された「ピンクのアフロにカザールかけて」と同様に、菅田が詞を柴田に送り、柴田が手直しして曲をつけている。
5. ドラス
作詞・作曲：菅田将暉　/　編曲：川口圭太
タイトルは「ドラマ・ブルース」を省略したもの。菅田がTVドラマ『3年A組-今から皆さんは、人質です-』に主演していたときに作られた曲である。
6. つもる話
作詞・作曲：菅田将暉　/　編曲：川口圭太
7. キスだけで feat. あいみょん

作詞・作曲：あいみょん / 編曲：トオミヨウ
8. りびんぐでっど
作詞・作曲・編曲・プロデュース：志磨遼平（ドレスコーズ）
2016年の映画『溺れるナイフ』で共演して以来懇意にしている志摩からの提供曲。オクシモロンの手法で作詞されている[4]。
9. TONE BENDER LOVE
作詞・作曲：菅田将暉、KNEEKIDS /　編曲：川口圭太
バックバンドであるKNEEKIDSの川口圭太、越智俊介、タイヘイとの共作。
10. あいつとその子
作詞・作曲：菅田将暉　/　編曲：トオミヨウ
結婚する友人へ送るためにつくられたもの。
11. ベイビィ
作詞：菅田将暉　/　作曲・編曲：永嶋柊吾　/　プロデュース：トオミヨウ
友人に子供が生まれたお祝いにつくった曲。俳優仲間の永島柊吾と菅田による即興の弾き語りをそのまま収めてある。

### 初回限定盤DVD
Short Film『クローバー』
アルバム収録曲『クローバー』をモチーフにしたショートフィルムで、菅田がはじめて映像作品の監督をつとめた。
主演は菅田の親友・仲野太賀。菅田自身や、楽曲を提供した石崎ひゅーい、編曲のトオミヨウ、アルバムに楽曲も提供している永嶋柊吾も出演している。スタッフには監督補佐に以前から親交のある山田健人、スタイリストに伊賀大介を迎えている。
当初は5分間のMVの予定だったが、自分たちの普段の日常をそのまま収めたかったということで、最終的には47分間のショートムービーになってしまったという。

## 演奏
- 菅田将暉
  - Vocal
  - Background Vocals (#5.7)
  - Hand Clap (#9)
- あいみょん：Vocal & Background Vocals (#7)
- トオミヨウ
  - Piano (#1.2.10)
  - All Other Instruments (#2.7.10)
  - Vocal Recording (#10)
  - Additional Sound Produce, Recording & Mixing (#11)
- 真壁陽平：Guitars (#1)
- 須藤優 (ARDBECK)：Bass (#1)
- 堀正暉 (ARDBECK)：Drums (#1)
- 真部裕ストリングス：Strings (#1)
- 玉田豊夢：Drums (#2)
- 安達貴史：Bass (#2)
- 秋山浩徳：Guitars (#2)
- 髭白健：Drums (#3)
- 高間有一：Bass (#3)
- 出羽良彰：Guitars & All Other Instruments (#3)
- 柴田隆浩 (忘れらんねえよ)：Produce, Rhythm Guitar (#4)
- 松岡モトキ：Produce, Acoustic Guitar (#4)
- タイチサンダー (爆弾ジョニー)：Drums (#4)
- イガラシ (ヒトリエ)：Bass (#4)
- カニ ユウヤ (突然少年)：Lead Guitar (#4)
- タイヘイ (Shunske G & The Peas etc)
  - Drums (#5.9)
  - Background Vocals & Hand Clap (#9)
- 越智俊介(CRCK/LCKS etc)
  - Bass (#5.9)
  - Background Vocals & Hand Clap (#9)
- sooogood!
  - Guitars (#5.9)
  - Background Vocals & Hand Clap (#9)
- 川口圭太
  - Sound Produce, Guitars (#5.9)
  - Background Vocals & Hand Clap (#9)
- 石成正人：Guitars (#4.10)
- 志磨遼平 (ドレスコーズ／ex.毛皮のマリーズ)：Produce (#8)
- ビートさとし (skillkills)：Drums (#8)
- 有島コレスケ：Bass (#8)
- 牛尾健太 (おとぎ話)：Guitars (#8)
- 中村圭作：Keyboards (#8)
- 河村吉宏：Drums (#10)
- 隅倉弘至：Bass (#10)
- 永嶋柊吾：Guitars (#11)

## チャートと売上
| チャート（2019年）              | 最高 順位 |
| ------------------------------- | --------- |
| Billboard Japan Hot Albums      | 2         |
| Billboard Japan Top Album Sales | 3         |
| Billboard Japan Download Albums | 4         |
| オリコン週間アルバムチャート    | 3         |

| チャート（2019年）              | 順位 |
| ------------------------------- | ---- |
| Billboard Japan Hot Albums      | 38   |
| Billboard Japan Download Albums | 91   |
| オリコン年間アルバムチャート    | 54   |
| チャート（2020年）              | 順位 |
| Billboard Japan Hot Albums      | 69   |

### 認定とセールス
| 国/地域                                             | 認定     | 認定/売上数                         |
| --------------------------------------------------- | -------- | ----------------------------------- |
| 日本（RIAJ）                                        | ゴールド | 100,000（フィジカルCD）（オリコン） |
| * 認定のみに基づく売上数 ^ 認定のみに基づく出荷枚数 |          |                                     |